# The NeverEnding Story II: The Next Chapter
The Neverending Story II: The Next Chapter (en España, La historia interminable 2: el siguiente capítulo; en Hispanoamérica, La historia sin fin II) hace referencia a la segunda película de la trilogía fantástica de la historia interminable. Se trata de una producción alemana-estadounidense dirigida por George T. Miller del año 1990. Esta película es la continuación de la primera que dejaba la historia basada en la novela de Michael Ende por la mitad. Existe una tercera película: The Neverending Story III, que, sin embargo, ya se independizó completamente de la novela.

## Argumento
Bastián Bux es un niño al que le gustaría entrar en el equipo de natación de su escuela. Para ello tiene que superar un reto: saltar del trampolín, algo que le da miedo. Bastián vuelve a la tienda de libros para pedirle consejo al dueño de la tienda, el Sr. Koreander. En la tienda, descubre el ya conocido libro de "La historia interminable" y escucha la voz de la Emperatriz Infantil llamándolo, mientras que las páginas del libro se borran ante sus ojos. Fantasía se encuentra en peligro de nuevo, y necesita su ayuda. Éste coge el libro y se lo lleva a su casa. Recoge el Auryn de la cubierta, y se sumerge una vez más en el mundo de Fantasía, absorbido por las llamadas de la Emperatriz Infantil.
Allí conoce a un ser peculiar. Un pájaro llamado Nimbly que habla. También se produce el reencuentro con su amigo Atreyu y juntos descubren los gigantes que están poco a poco destruyendo Fantasía. Cuando el comerocas se queja de que ya no le gustan las rocas, porque están huecas, es cuando Bastián se da cuenta de que la Nada se está extendiendo por el mundo fantástico, convirtiendo a la Emperatriz Infantil en prisionera en su propio hogar, al estar la Nada rodeando por completo la Torre de Marfil. La culpable de todo ello es la malvada bruja Xayide que se quiere hacer con todo el poder. Para impedir a nuestro héroe intervenir, el inventor de la bruja creó un aparato que hace que Bastián pierda un recuerdo cada vez que pida un deseo con el Auryn. El pájaro Nimbly resulta ser un aliado de la bruja con la misión de convencer a Bastián a desear algo permanentemente hasta que el niño ya no se acuerde ni del motivo por el cual se encuentra en el país extraño. Atreyu y Bastián parten en búsqueda de Xayide, y logran atraparla. Ella parece rendirse y estar dispuesta a acompañar a los dos jóvenes a ver a la Emperatriz Infantil. En el camino a la Torre de Marfil, Atreyu nota que llevan tiempo dando vueltas sin llegar a su destino. Bastián, sin embargo, se empeña en que es cosa de Atreyu, y que esa sensación solo se debe al parecido del paisaje. Bastián se deja enredar cada vez más por la bruja que le convence a gastar más y más deseos para apropiarse de sus recuerdos.
Mientras tanto, el padre de Bastián nota su ausencia. En el cuarto de su hijo encuentra el libro con una pegatina que indica la dirección del anticuario, al cual acude rápidamente para pedirle explicaciones al dueño de la tienda, pero al abrir el libro, la pegatina había desaparecido. El padre vuelve a abandonar la tienda y cuando más tarde vuelve a hacerle una visita, en lugar de un anticuario se encuentra con una tienda que parece haber sido abandonada hace tiempo, así que vuelve a su casa. Por el camino, de forma casual, abre el libro y descubre que en el capítulo se inicia con el nombre de su hijo, y rápidamente se da cuenta de que lo que está leyendo es la historia de Bastián.
Atreyu descubre los planes de Xayide, pero esta intenta convencer a Bastián de que Atreyu siente celos, por lo que no le cree cuando le cuenta la verdad. La discusión acaba en una pelea, y Bastián empuja a Atreyu por un risco, quien muere en el acto. Bastián se da cuenta de que Atreyu decía la verdad, pero Falkor se lleva el cuerpo de Atreyu, abandonando a Bastián. Sólo le quedan dos recuerdos, sus dos recuerdos más preciados, el de su madre y el de su padre. Nimbly, que observó uno de los recuerdos de Bastián y aprendió que todos formamos parte de una historia interminable, y que si Xayide gana, la historia terminará para todos. De esta forma, traiciona a Xayide y le indica a Bastián el camino hacia la ciudad de plata, donde están Atreyu y Falkor. Para devolverle la vida a Atreyu, Bastián sacrifica su penúltimo recuerdo, olvidando a su madre, y en la batalla final gasta su último deseo para pedir que la bruja tuviera corazón. Con este deseo desaparecen la bruja junto a todos sus gigantes, Bastián recupera sus recuerdos y Fantasía está salvada.
La Emperatriz Infantil le explicará que aquel era el único deseo lo bastante fuerte para salvarles, ya que la Nada no puede ser destruida, sino que debe ser convertida en amor, y le recuerda que el Auryn es sólo un espejo de su interior, que el valor está en el corazón y no en los símbolos. Para volver a su mundo, el joven tiene que saltar de un risco elevado. Con la ayuda de su padre que le habla a su hijo mientras lee las últimas páginas del libro, siendo su voz oída desde Fantasía, logra el salto, y reaparece en la puerta de su casa, fundiéndose en un abrazo con su padre mientras el Auryn vuelve mágicamente a la cubierta del libro.

## Reparto
- Jonathan Brandis: Bastian Bux
- Kenny Morrison: Atreyu
- Clarissa Burt: Xayide
- John Wesley Shipp: Barney Bux, el padre de Bastian
- Martin Umbach: Nimbly
- Helena Michell: la madre de Bastian
- Alexandra Johnes: La Emperatriz Infantil
- Thomas Hill: Sr. Koreander

## A fondo
Los protagonistas de la saga se cambiaron completamente frente a la primera película. Así Jonathan Brandis sustituye a Barret Oliver como Bastian y Kenny Morrison a Noah Hathaway como Atreyu. Sí se mantuvo a Thomas Hill en el papel de Mr. Koreander. 
Michael Ende no estaba de acuerdo con la versión de la película, al no haber quedado satisfecho con la primera y al encontrarse una segunda parte todavía más lejana al libro. Así por ejemplo, el personaje de Nimbly, el pájaro traicionero no existe en la novela y surge completamente de la imaginación de guionistas y productores. El director a diferencia de la primera película fue George T. Miller sustituyendo a Wolfgang Petersen.
Esta película no contó con el mismo éxito y popularidad de su antecesora de 1984.
Los escenarios se construyeron en los estudios Bavaria Film en Múnich bajo el mando de Götz Weider.

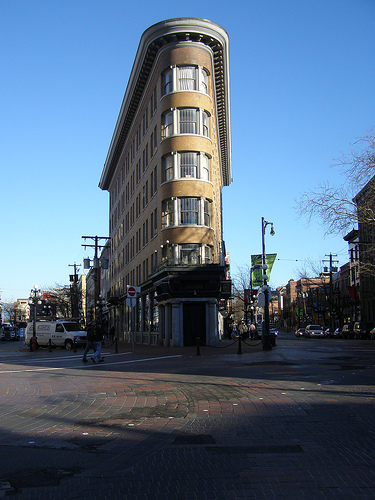
Hotel Europe, el edificio donde se sitúa la libreria del Sr. Koreander que también apareció en la primera película.

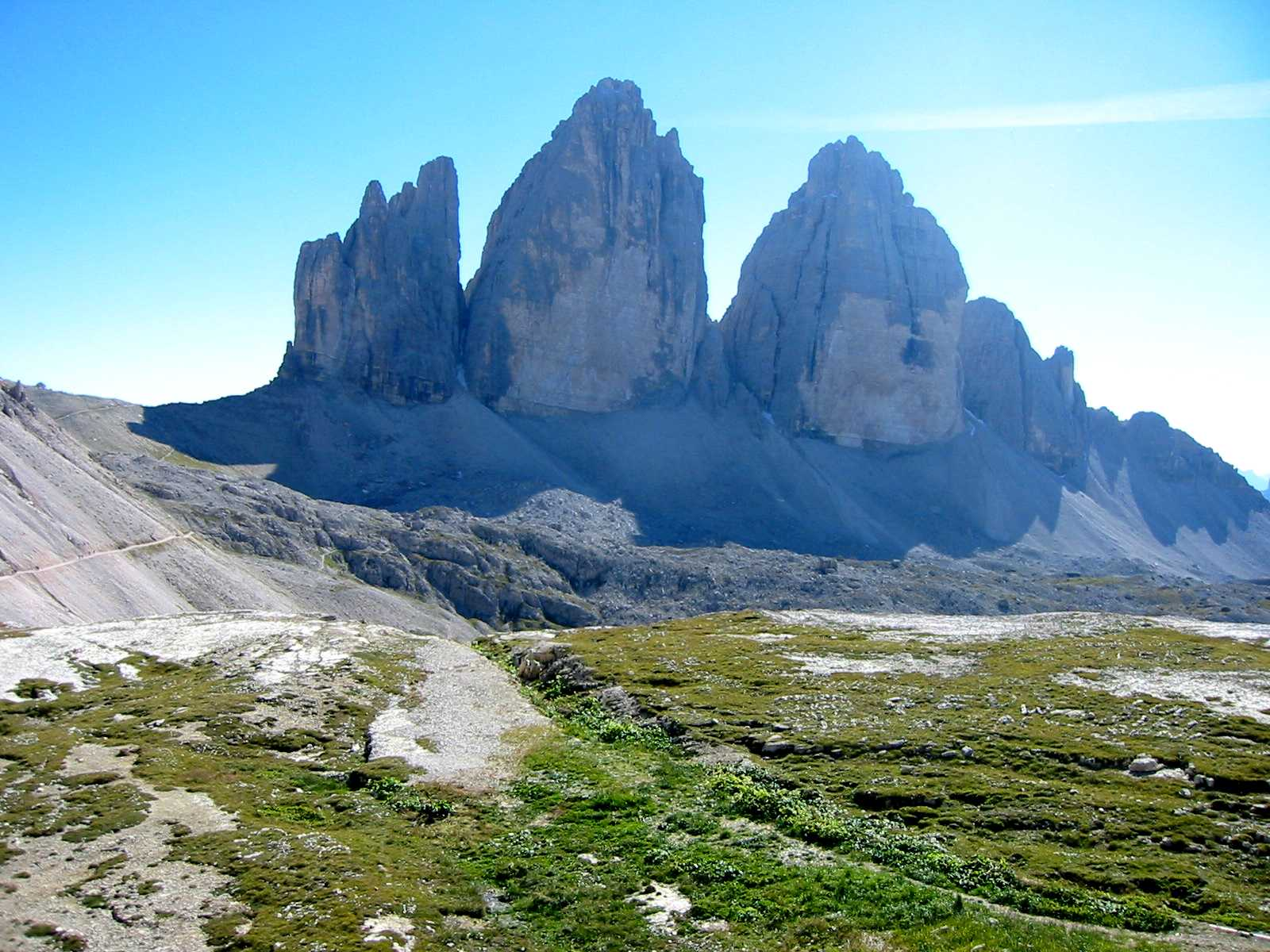
Dolomitas, Italia, la montaña donde Bastian y Falkor vuelan persiguiendo al dragón.

## Banda Sonora
| N.º | Título                                | Performer(s)    | Duración |  |
| 1.  | «Searching For Fantasia»              | Robert Folk     | 2:19     |  |
| 2.  | «Dreams We Dream»                     | Joe Milner      | 4:23     |  |
| 3.  | «Heaven's Just A Heartbeat»           | Joe Milner      | 4:10     |  |
| 4.  | «The Neverending Story»               | Joe Milner      | 3:29     |  |
| 5.  | «Dreams We Dream (Instrumental)»      | Giorgio Moroder | 4:27     |  |
| 6.  | «Bastian's Dream»                     | Robert Folk     | 2:05     |  |
| 7.  | «Falkor's Quest»                      | Robert Folk     | 2:33     |  |
| 8.  | «Flight Of The Dragon»                | Robert Folk     | 3:32     |  |
| 9.  | «Silver Mountains»                    | Robert Folk     | 1:29     |  |
| 10. | «Morning In Fantasia»                 | Robert Folk     | 1:08     |  |
| 11. | «The Childlike Empress»               | Robert Folk     | 2:15     |  |
| 12. | «The Giants' Attack»                  | Robert Folk     | 2:11     |  |
| 13. | «Silver Lake»                         | Robert Folk     | 2:54     |  |
| 14. | «Xayide's Castle»                     | Robert Folk     | 1:26     |  |
| 15. | «Atreyu's Return To The Great Plains» | Robert Folk     | 3:10     |  |
| 16. | «Bastian's Lost Memories»             | Robert Folk     | 1:03     |  |
| 17. | «Silver City»                         | Robert Folk     | 2:05     |  |
| 18. | «The Neverending Story (Reprise)»     | Giorgio Moroder | 0:54     |  |